# Buenavista (Boyacá)
Buenavista es un municipio colombiano ubicado en el departamento de Boyacá, en la Provincia de Occidente, está situado a 115 km de la ciudad de Tunja, capital del departamento, a 140 km de Bogotá, capital de Colombia y a 30 km de la ciudad de Chiquinquirá, cabecera de la provincia. Es conocido principalmente por sus extensos cultivos frutales, base de la economía del municipio.

## Toponimia

### Origen lingüístico[3]
- Familia lingüística: Indoeuropea
- Lengua: Latín

### Significado
La palabra buena es una expresión derivada de la voz latina bonus-benus-benum que significa “respetable, honorable”. El término vista, de origen latino, proviene de la expresión vistus-visus “destello luminoso, ver, mirar, conocer”.
Bonus-benus-benum es una variación del latín antiguo duonus derivación de la raíz latina du, que significa “honrar, respetar, propicio, convincente”, voz que remonta sus orígenes hacia el año 1032. Durante el transcurso del siglo XIII el calificativo buena era utilizado para referirse a las haciendas o bienes materiales abonados y fértiles.
Vistus-visus expresión procedente de la raíz latina vid y esta es derivada de la voz griega blepo que significa “mirar”; blepo está conformada por las raices ops-opos que significa “mirar”, y la raíz orao en el sentido de “ver”.

### Origen / Motivación
Nombre determinado por la belleza del paisaje del municipio. Buenavista concibe un sentido de mirar y ver lo que convence por distinguido y majestuoso.

### Otros nombres
Moldivie (1899-1902)

## Geografía
El territorio del municipio de Buenavista está conformado por 23 veredas y el casco urbano, el municipio se encuentra ubicado en la cuenca hidrográfica del río Minero, tiene cinco microcuencas formadas a su vez por 20 quebradas, siendo por su ubicación elevada fuente hídrica para los municipios de la parte más baja de la cuenca de este río.

### Límites
Buenavista está delimitado por los siguientes municipios excepto al este y sureste con Cundinamarca:
| Noroeste: Límites entre Maripí y Coper | Norte: Maripí | Nordeste: Caldas                          |
| Oeste: Coper                           |               | Este: Simijaca ( Cundinamarca)            |
| Suroeste: Coper                        | Sur: Coper    | Sureste: Carmen de Carupa ( Cundinamarca) |

## Historia
Fue fundado el 9 de febrero de 1822. El territorio que hoy corresponde, hacía parte de Coper, y adquirió la categoría de parroquia y de municipio en el año de 1822. Durante la Guerra de los Mil Días, el poblado se trasladó a un sitio llamado Moldivie, sin embargo en 1902 la capilla y algunas casas fueron incendiadas, motivo por el cual se trasladó al sitio donde se ubica en la actualidad.

## División administrativa
El municipio de Buenavista cuenta con 23 veredas, a saber: Campo Alegre, Campo Hermoso, Cañaveral, Corrales, Dominguito, El Toro, Fical, Imparal, La Concepción, La Herradura, La Honda, La Laja, Miraflores, Patiño, Pismal, Sabaneta, Samaria, San Miguel, San Pedro, San Rafael, Santa Rosa, Santo Domingo y Sarvith.

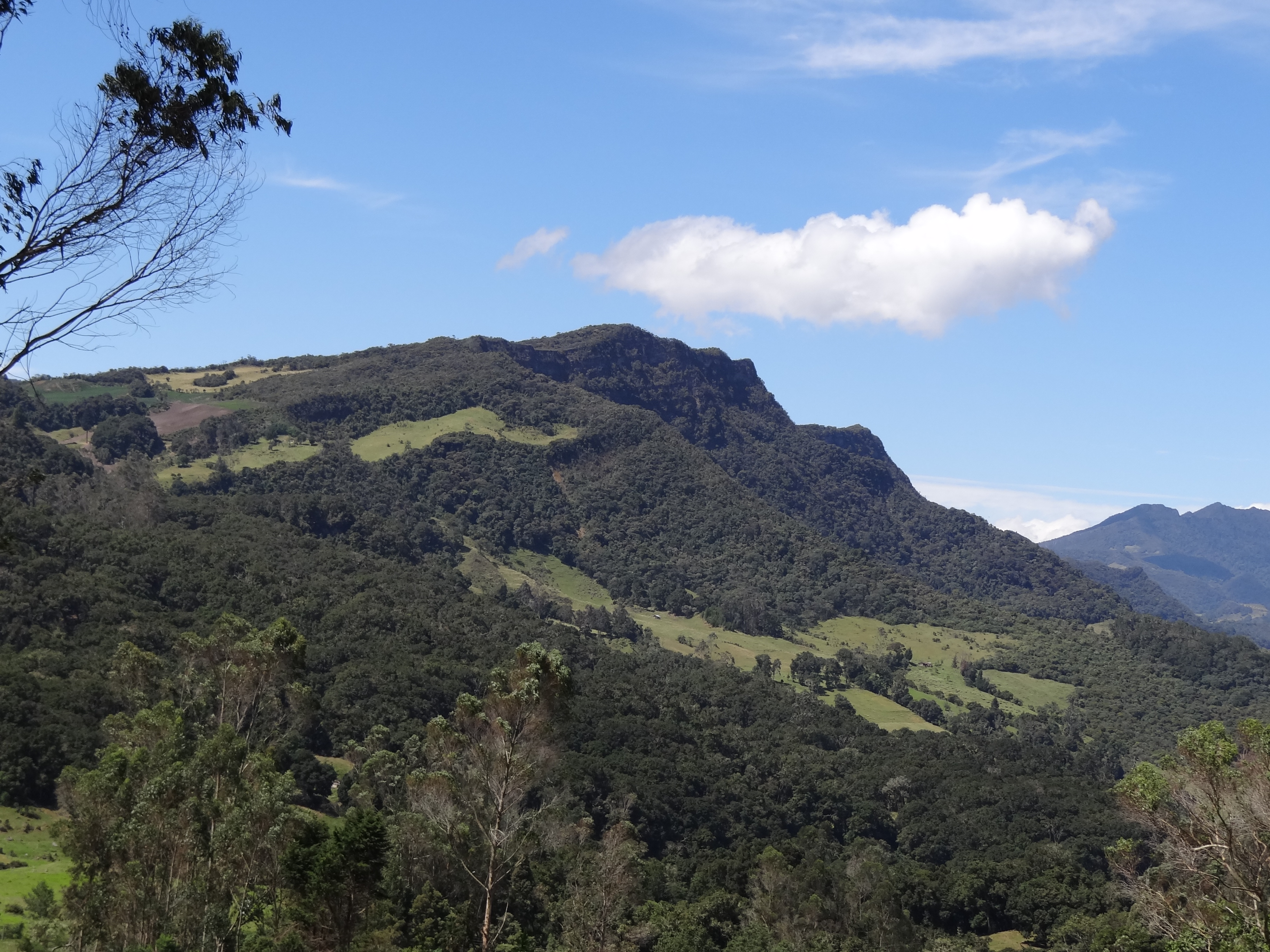
Pico Hoya Grande en jurisdicción del municipio de Buenavista.

## Ecología
La diferencia de altura sobre el nivel del mar oscila entre 800 y 2800 m s. n. m.. Por ello cuenta con un clima variado, con diferencia notables en la temperatura promedio. Los tipos de bosque presentes son el bosque muy húmedo de montaña, bosque húmedo de montaña y bosque muy húmedo de montaña bajo.

## Economía

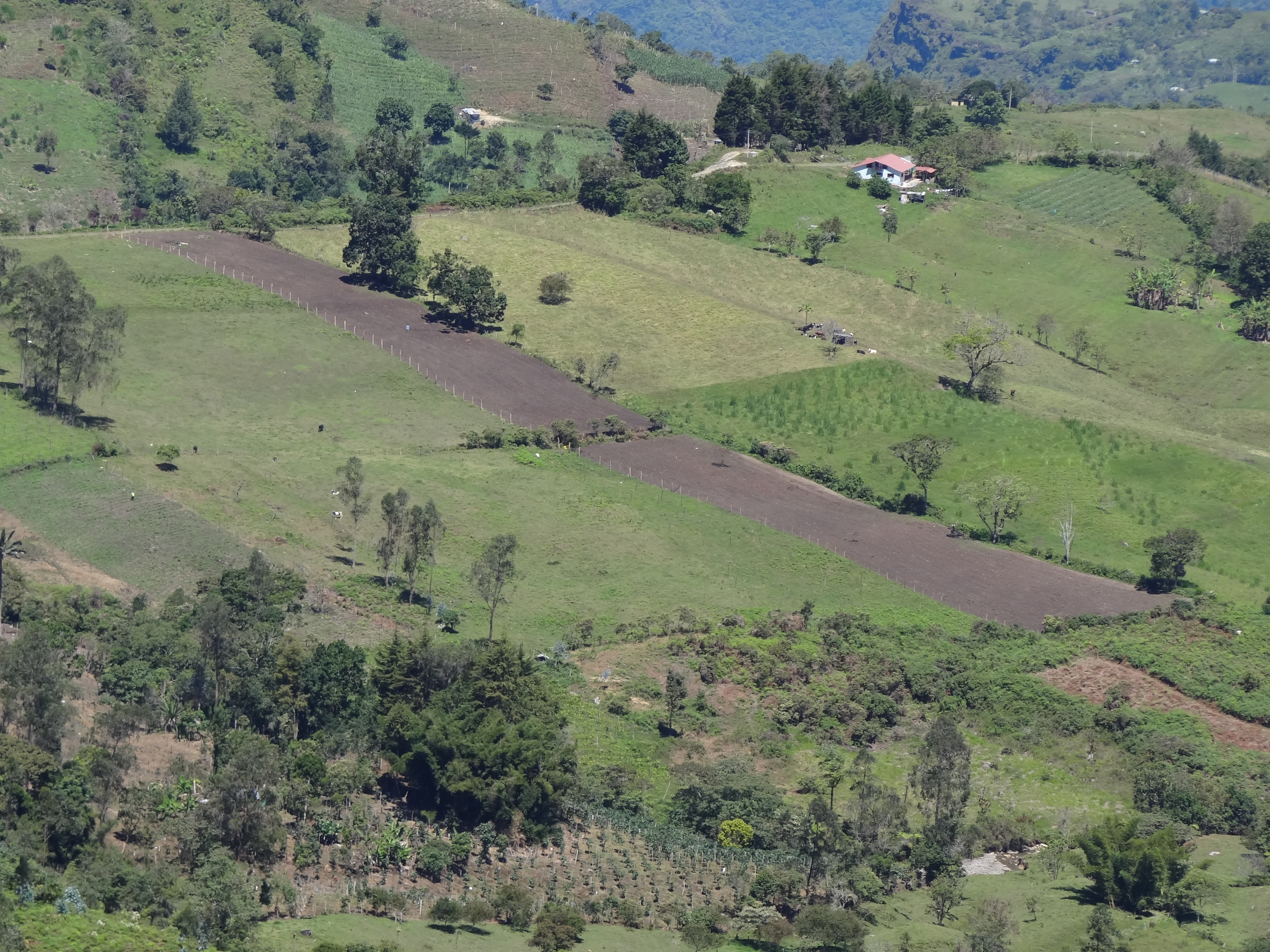
Granjas ganaderas y frutales en el área rural del municipio de Buenavista.

Las actividades económicas más representativas de la economía del municipio son el cultivo de frutas y hortalizas; agricultura y producción ganadera de doble propósito (carne y leche).

## Movilidad
Buenavista se accede desde la Ruta Nacional 45A desde Chiquinquirá en el norte y Ubaté en el sur ya sea accediendo por Simijaca o por Caldas. También se puede acceder a otros municipios en los ramales a Muzo-Maripí y a Coper.

## Turismo

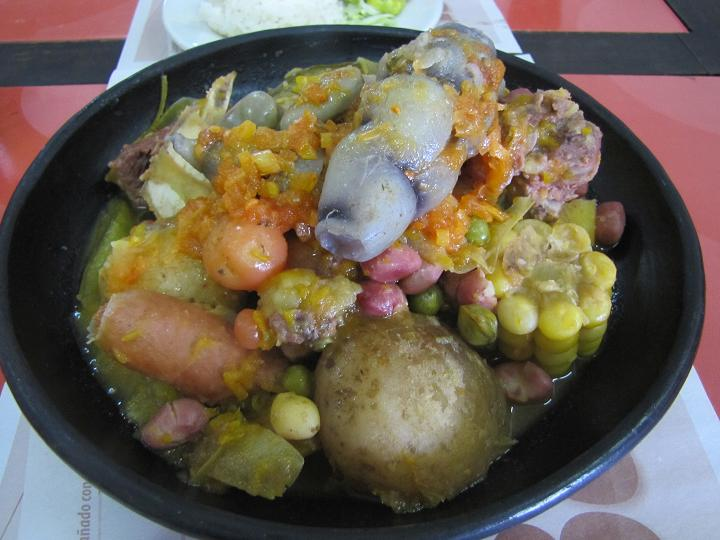
Uno de los platos típicos de la provincia de occidente en Boyacá, Colombia: El cocido boyacense y el piquete campesino

La Zona Urbana del municipio, en la que se encuentra el Centro Histórico incluye la Parroquia San Pedro Apóstol, el Parque Municipal, la Alcaldía y otros entes de Gobierno; cerca se encuentra el Cementerio Central y la Zona Deportiva. 
El municipio cuenta también con diferentes sitios históricos y de importancia arqueológica como los petroglifos de las veredas la Laja y Cañaveral. Cuenta con diferentes paisajes, fauna, flora y topografía muy variados, lo que es de esperarse por su amplia variedad climática. Además cuenta con bastantes quebradas y lagos.